# 김군 (영화)
《김군》은 5·18 광주 민주화 운동 당시 촬영된 시민군의 행방을 추적하는 강상우 감독의 다큐멘터리 영화이다. 군사평론가 지만원씨는 당시 기록에 남은 사진 속 인물을 북한에서 침투한 특수군이라고 주장했다. 다큐멘터리스트 강상우 감독은 의문을 품고 당시 항쟁에 나섰던 시민들을 찾아 인터뷰를 진행한다. 2018년 부산국제영화제에서 처음 상영되었고, 2019년 5월 개봉되었다.

## 줄거리
1980년 5월, 광주 도심 곳곳에서 포착된 한 남자.  군용 트럭 위 군모를 쓰고 무기를 든 매서운 눈매.  군사평론가 지만원은 그를 북한특수군 ‘제1광수’로 명명하였고, 수많은 '시민군'이 북한특수군 '광수'가 된다. 이에 의문을 품은 감독은 사진 속 '김군'을 찾기 위해 당시 거리에 나섰던, 광주시민을 만나, 기억을 더듬는다. 그 과정에서 아프고, 쓰라린, 고통스러운 광주의 역사가 수면 위로 드러난다.

## 출연
- 김군
- 지만원
- 주옥
- 양동남
- 이창성
- 차종수
- 오기철
- 이강갑
- 최영철
- 최진수
- 안지환

## 제작진
- 제작사: 1011필름
- 배급: 영화사 풀
- 감독: 강상우
- 프로듀서: 신연경, 고유희
- 촬영: 강상우, 김현석
- 음악: 김지연
- 각본: 양희, 강상우, 고유희, 신연경, 안지환

## 영화 정보
- 2018년 제23회 부산국제영화제 와이드앵글-다큐멘터리 경쟁부문에서 처음 상영되었다.[1]
- 서울독립영화제에서 대상을 수상했다.[2]
- 2019년 5월 13일 롯데시네마건대입구에서 열린 언론배급시사회에는 강상우 감독, 광주시민 주옥과 함께 영화속 '김군'으로 지목된 남자를 촬영했던 당시 중앙일보 기자 이창성씨가 참석했다.[3]
- 2019년 5월 23일 개봉된 김군은 개봉일날 73개 스크린에서 109회 상영되며 1119명의 관객이 들었다. 첫 주말인 5월 26일까지 4일 동안 6895명의 관객이 들었다.[4]

## 수상기록
- 제44회 서울독립영화제 대상

## 같이 보기
- 2019년 대한민국의 영화 목록